# Geobiastes squamiger
La ghiandaia marina terricola squamosa (Geobiastes squamiger (Lafresnaye, 1838)) è un uccello della famiglia Brachypteraciidae, endemico del Madagascar. È l'unica specie del genere Geobiastes.